# Notsodipus innot
Notsodipus innot là một loài nhện trong họ Lamponidae. Loài này được phát hiện ở Queensland.